# Komisariat Straży Granicznej „Puck”
Komisariat Straży Granicznej „Puck” – jednostka organizacyjna Straży Granicznej pełniąca służbę ochronną na granicy państwowej w latach 1928–1939.

## Formowanie i zmiany organizacyjne
Rozporządzeniem Prezydenta Rzeczypospolitej Polskiej Ignacego Mościckiego z 22 marca 1928, do ochrony północnej, zachodniej i południowej granicy państwa, a w szczególności do ich ochrony celnej, powoływano z dniem 2 kwietnia 1928 Straż Graniczną. Rozkazem nr 2 z 19 kwietnia 1928 w sprawach organizacji Pomorskiego Inspektoratu Okręgowego dowódca Straży Granicznej gen. bryg. Stefan Pasławski przydzielił komisariat „Puck” do Inspektoratu Granicznego nr 5 „Gdynia” i określił jego strukturę organizacyjną. Już 29 kwietnia 1929 komendant Straży Granicznej płk Jan Jur-Gorzechowski rozkazem nr 1 w sprawie zmian w organizacji Pomorskiego Inspektoratu Okręgowego zmieniał częściowo organizację komisariatu. W jego skład weszła placówka „Wielka Wieś” i dwie placówki „Puck”. Rozkazem nr 12 z 10 stycznia 1930 w sprawie reorganizacji Pomorskiego Inspektoratu Okręgowego komendant Straży Granicznej płk Jan Jur-Gorzechowski ustalił nową organizację komisariatu. Rozkazem nr 2 z 24 sierpnia 1933 w sprawach zmian etatowych, przydziałów oraz utworzenia placówek, komendant Straży Granicznej płk Jan Jur-Gorzechowski nakazał utworzyć placówkę I linii „Osłonino”. Rozkazem nr 3 z 29 listopada 1933 w sprawach organizacyjnych, komendant Straży Granicznej płk Jan Jur-Gorzechowski przeniósł placówkę I linii „Tupadły” do Rozewia. Tym samym rozkazem zniósł placówkę SG I linii „Puck” i „Ostrowo”.
Rozkazem nr 13 z 31 lipca 1939 w sprawach [...] przeniesienia siedzib i zmiany przydziałów jednostek organizacyjnych, komendant Straży Granicznej gen. bryg. Walerian Czuma przemianował placówkę II linii „Puck” na placówkę I linii.

## Służba graniczna
Kierownik Pomorskiego Inspektoratu Okręgowego Straży Granicznej mjr Józef Zończyk w rozkazie organizacyjnym nr 2 z 8 czerwca 1928 udokładnił linie rozgraniczenia komisariatu. Granica południowa: Nowe Obłuże; granica północna: Swarzewo (wył.) i część Półwyspu Helskiego do Chałup.
Sąsiednie komisariaty
- komisariat Straży Granicznej „Gdynia” ⇔ komisariat Straży Granicznej „Miruszyno” − 1928

## Funkcjonariusze komisariatu
| Kierownicy/komendanci komisariatu | Kierownicy/komendanci komisariatu | Kierownicy/komendanci komisariatu |
| stopień                           | imię i nazwisko                   | okres pełnienia służby            |
| --------------------------------- | --------------------------------- | --------------------------------- |
| aspirant                          | Franciszek Pawlak                 | 1 XII 1937 (5 V 1938) -           |
| podkomisarz                       | Józef Jaroszewski                 | 2 III 1939 –                      |
| aspirant                          | Czesław Postek                    | 1 IV 1939 –                       |
| Zastępcy komendanta komisariatu   |                                   |                                   |
| starszy strażnik                  | Józef Pietranowicz                | 1 V 1939 –                        |

## Struktura organizacyjna
Organizacja komisariatu w maju 1928:
- komenda − Puck
- placówka Straży Granicznej I linii „Pierwoszyno”
- placówka Straży Granicznej I linii „Rewa”
- placówka Straży Granicznej I linii „Osłonino”
- placówka Straży Granicznej I linii „Puck” → zniesiona w 1933
- placówka Straży Granicznej II linii „Puck”

Organizacja komisariatu w styczniu 1930:
- komenda − Puck
- placówka Straży Granicznej I linii „Puck”
- placówka Straży Granicznej I linii „Wielka Wieś”
- placówka Straży Granicznej I linii „Tupadły” → w 1933 przeniesiona do Rozewia
- placówka Straży Granicznej I linii „Ostrowo” → zniesiona w 1933
- placówka Straży Granicznej II linii „Puck”

Organizacja komisariatu w 1936:
- komenda − Puck
- placówka Straży Granicznej II linii Puck
- placówka Straży Granicznej I linii Osłonino
- placówka Straży Granicznej I linii Wielka Wieś
- placówka Straży Granicznej I linii Rozewie